# GP5

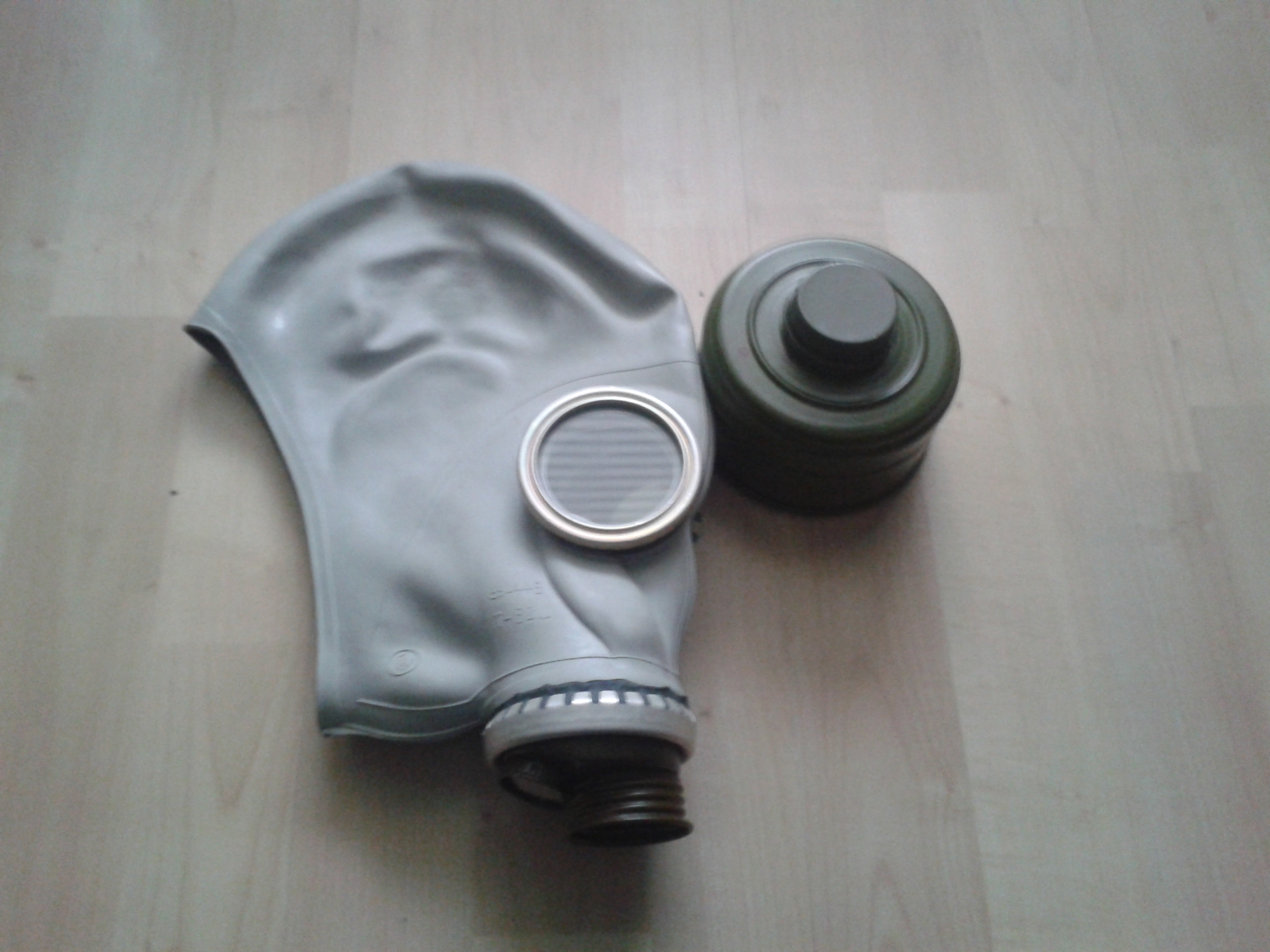
Careta GP-5 antigàs amb el seu filtre.

La careta antigàs GP-5 (Гражда́нский Противога́з-5, Grazhdanskii Protivogaz-5) es una careta antigàs de fabricació soviètica, d'un filtre. Va començar a ser produïda el 1962, per a protegir els portadors de armes químiques i biològiques, i amb un vestit de protecció radioactiva, també et protegeix de residus radioactius. La seva producció va acabar el 1989. És una careta molt lleugera, pesa 1,09 kg, i pot operar a temperatures màximes de -40 graus negatius fins a 114 graus. Aquesta careta, es va repartir per tots els refugis nuclears de la URSS, i podia aguantar situacions de risc nuclear, biològica i químic amb un màxim d'un dia.
Té un filtre de 40 mm, que és el responsable de netejar l'aire que es respira a dins de la careta.